# Aglaia saltatorum
Aglaia saltatorum là một loài thực vật thuộc họ Meliaceae. Loài này có ở Fiji, Niue, quần đảo Solomon, Tonga, Vanuatu, và Wallis quần đảo và Futuna. Đây là một threatened species due to habitat loss.